# Neocononicephora storozhenkoi
Neocononicephora storozhenkoi är en insektsart som först beskrevs av Andrej Vasiljevitj Gorochov 1994.  Neocononicephora storozhenkoi ingår i släktet Neocononicephora och familjen vårtbitare. Inga underarter finns listade i Catalogue of Life.